# Tąpadły
Tąpadły – wieś sołecka w północno-zachodniej Polsce położona w województwie zachodniopomorskim, w powiecie gryfickim, w gminie Brojce.
Według danych gminy z 5 czerwca 2009 wieś miała 168 mieszkańców. 
W latach 1975–1998 miejscowość administracyjnie należała do województwa szczecińskiego.

## Zabytki
- park dworski, XIX, nr rej.: A-1595z 27.10.1982